# Estação Penha de França

A Estação Penha de França será uma estação da Linha 2-Verde do Metrô de São Paulo. A estação será localizada no cruzamento da Avenida Amador Bueno da Veiga com a Rua Padre João, na Praça Micaela Vieira, no bairro da Penha, distrito homônimo, na Zona Leste de São Paulo.

## História
Os primeiros projetos para uma estação na região central da Penha surgiram no Plano Integrado de Transportes Urbanos (PITU) – Horizonte 2020, apresentado em 1999. O PITU 2020 sugeria a construção da estação Amador Bueno da Veiga, no início da avenida homônima, como parte de uma nova linha entre Santana e São Mateus.Posteriormente a estação Amador Bueno da Veiga foi incluída no estudo Rede Azul, elaborado pela Companhia do Metropolitano de São Paulo no início da década de 2000. A expansão da rede para a região central da Penha foi abandonada em 2007 no PITU 2025.
O projeto foi retomado durante a elaboração do plano de expansão da Linha 2-Verde em 2009. Durante o estudo de viabilidade, foi proposta a expansão da Linha 2 de Vila Prudente para o Tatuapé ou Penha, com a opção pela Penha sendo escolhida pela Companhia do Metropolitano de São Paulo.Após a obtenção de parte do projeto de expansão da Linha 2 junto ao BNDES em 2013, a Companhia do Metropolitano lançou o edital de licitação das obras em setembro de 2014. A estação Penha de França foi incluída no Lote 2, ao lado da estação Penha. O Lote 2 foi contratado pelo valor de R$ 1.856.407.514,03 junto as empresas C.R. Almeida, Ghella Spa. e Consbem.
| Lote/contrato              | Trecho | Empresas                                  | Custo previsto      | Prazo |
| -------------------------- | --- | ----------------------------------------- | ------------------- | ----- |
| 2 / - TC 4138221302 (2014) | Estação Penha; Estação Penha de França; Estação Penha, da CPTM; poço Penha; poço Padre João; poço Carlos Meira; poço Basuca; poço Baracela; poço Cabo Quevedo; poço João de Oliveira; túnel NATM de acesso ao Pátio; túnel NATM estacionamento Penha; VCA de transição e elevado na chegada ao pátio; superestrutura de via permanente do túnel de via, de estacionamento e das estações entre a Estação Penha (inclusive) e o poço João de Oliveira (exclusive) e acesso ao pátio até o limite de fixação em lastro (exclusive). | Grupo C.R. Almeida, Ghella Spa. e Consbem | R$ 1.856.407.514,03 |       |

Por conta da falta de recursos, as obras de Penha de França foram congeladas e iniciadas apenas em 11 de junho de 2018. Em 2019 foram novamente paralisadas. 
A retomada das obras ocorreu em 14 de março de 2025, quando foi iniciada a construção do canteiro de obras. A entrega das obras está prevista para 2030.